# 特朗布莱莱维拉日
特朗布莱莱维拉日（法語：Tremblay-les-Villages，法語發音：[tʁɑ̃blɛ le vilaʒ]）是法国厄尔-卢瓦省的一个市镇，属于德勒区。

## 地理
特朗布莱莱维拉日（48°36'3"N, 1°22'52"E）面积63.31 平方千米，位于法国中央-卢瓦尔河谷大区厄尔-卢瓦省，该省份为法国北部内陆省份，北起顺时针与厄尔省、伊夫林省、埃松省、卢瓦雷省、卢瓦-谢尔省、萨尔特省和奧恩省接壤。
与特朗布莱莱维拉日接壤的市镇（或旧市镇、城区）包括：贝谢尔-圣日耳曼、布格兰瓦勒、勒布莱双教堂村、勒布莱米瓦、勒布莱蒂耶里、沙莱、克莱维利耶、内龙、皮瑟、圣索沃尔-马尔维尔、瑟拉兹勒、蒂梅尔-加泰勒、米坦维利耶-韦里尼。

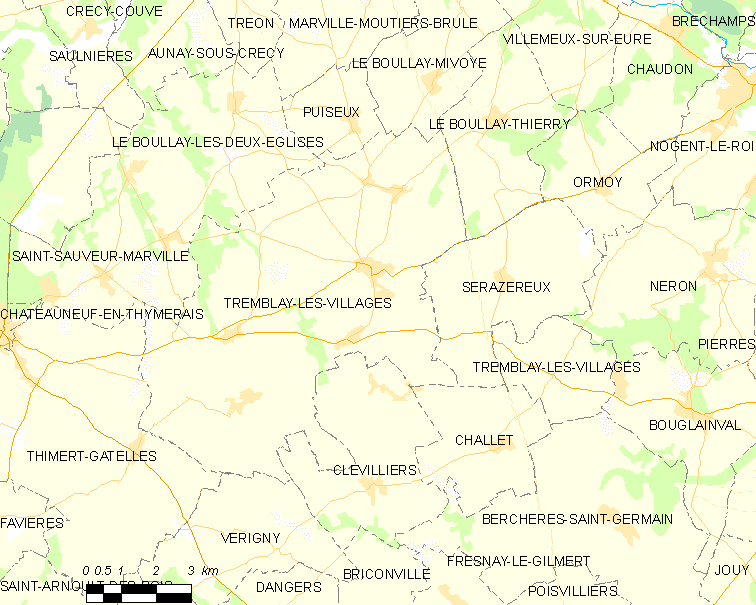
特朗布莱莱维拉日的OSM定位图

特朗布莱莱维拉日的时区为UTC+01:00、UTC+02:00（夏令时）。

## 行政
特朗布莱莱维拉日的邮政编码为28170，INSEE市镇编码为28393。

## 政治
特朗布莱莱维拉日所属的省级选区为圣吕班德容什雷县。

## 人口

1962-2008年间特朗布莱莱维拉日人口变化图示

特朗布莱莱维拉日于2022年1月1日时的人口数量为2208人。